# Phyllodactylus darwini
Espèce
Statut de conservation UICN

 NT  : Quasi menacé
Phyllodactylus darwini est une espèce de geckos de la famille des Phyllodactylidae.

## Répartition
Cette espèce est endémique de l'île San Cristóbal dans les îles Galápagos.

## Étymologie
Cette espèce est nommée en l'honneur de Charles Darwin.

## Publication originale
- Taylor, 1942 : Some geckos of the genus Phyllodactylus. University of Kansas science bulletin, vol. 28, no 6, p. 91-112 (texte intégral).